# Mörk tigerhäger
Mörk tigerhäger (Tigrisoma fasciatum) är en sydamerikansk fågel i familjen hägrar inom ordningen pelikanfåglar.

## Utseende och läten
Mörk tigerhäger är en 61–71 cm lång medlem av familjen, lik rödhalsad tigerhäger men något mindre, med kortare med och kortare, kraftigare helmörk näbb. Den är mestadels sotfärgad, lätt marmorerad och med täta beigefärgade band. Den är vit på strupen och halsens mitt ner mot den beigefärgade buken. Ungfågeln är mycket lik ung rödhalsad tigerhäger, men är ljusare med kortare näbb, endast tre band på stjärten och mindre bandad på flankerna. Arten är mestadels tystlåten men avger ett "kwóK" som varningsläte.

## Utbredning och systematik
Mörk tigerhäger delas in i tre underarter med följande utbredning:
- Tigrisoma fasciatum fasciatum – förekommer i sydöstra Brasilien och nordöstra Argentina
- Tigrisoma fasciatum salmoni – förekommer från Costa Rica till Venezuela och norra Bolivia
- Tigrisoma fasciatum pallescens – förekommer i nordvästra Argentina

## Status och hot
Arten har en relativt liten världspopulation bestående av mellan 20 000 och 50 000. Den tros också minska i antal, dock inte tillräckligt kraftigt för att anses vara hotad. IUCN kategoriserar därför arten som livskraftig (LC).